# Atrichopogon biroi
Atrichopogon biroi är en tvåvingeart som beskrevs av Jean-Jacques Kieffer 1917. Atrichopogon biroi ingår i släktet Atrichopogon och familjen svidknott. Inga underarter finns listade i Catalogue of Life.